# Башкирський фольклор
Башкирський фольклор — усна народна творчість башкирського народу, представлене трудовими, обрядовими та побутовими піснями, казками, легендами, епічними творами, прислів'ями та ін.

## Історія
Башкирський фольклор створювався і передавався усно поколіннями протягом століть. Його творцями і носіями були народні співаки та музиканти, Сесен и, йирау і ін.
Темами башкирського фольклору були погляди наших предків башкир на природу, моральні ідеали, з життя і сподівання. Фольклор був джерелом їх знань.
До особливостей фольклору відносяться усність  його передачі, імпровізаційність і колективність виконання, многоваріатівность.
Жанрами башкирського фольклору є казка, епос, кулямас, байка, лакап, небилиця, кулямас-загадка, докучного казка, сатира, притча, приказка, прислів'я, загадка, насіхат та ін.
За включеності в соціально-побутову діяльність людей башкирський фольклор поділяється на обрядовий, дитячий та ін.
У башкир багатий пісенний фольклор. Танцювальні, жартівливі, ігрові пісні супроводжували гуляння і розваги. Поширення набула частушка, Баіт. Багато Баіт були присвячені трагічним подіям. Таким є Баіт «Сак-Сік», в якому йдеться про братів, проклятих матір'ю. Поширені малі жанри фольклору, такі як заклички, вироки, загадки, прислів'я, приказки, прикмети.
З дитячого фольклору у башкир поширені ігрові лічилки, дражнилки, вироки.
У РБ видаються збірники фольклору:
- «Башкирська народна творчість» («Башҡорт халиҡ іжади»), в якому фольклор систематизовано за жанрами. Всього випущено 18 томів.
- Пісні і Баіт "(Йирзар hем бейеттер) (1981);
- Казки, перекази, усні розповіді. Творчість Сесен (Екіеттер, ріуейеттер, хікейелер. Сесендер іжади) (1982).

Див. Також: Башкирські народні казки, Башкирські прислів'я і приказки.

## Збирачі башкирського фольклору
Першими збирачами башкирського літературного фольклору були письменники і вчені П. Ричков, П. Паллас, І. Лепехин, І. Георгі, В. Татищев (XVIII ст.), Т. Бєляєв, П. Кудряшов, О. Пушкін, В. Даль, Л. Суходольський, А. Бессонов (казки), Мухаметша Бурангулов (епос Урал-батир) і ін., музичного фольклору — композитори А. Аляб'єв, К. Шуберт, С. Рибаков (XIX ст.), І. Салтиков, Л. Лебединський, Л. Атанова і ін. Собрателямі фольклору, вихідцями з башкир були С. Кукляшев, М . Бекчурін, Ю. Аминев, Б. Юлиев, М. Куватов, М. Уметбаев, Ф.Туйкін, М. Бурангулов, М. Гафурі, Ш. Бабич та ін.
Багато що зробили по зборам, систематизації та публікації башкирського фольклору:
- Габіт Аргинбаев (Габіт-Сесен) — записав сказання «Урал-батир», «Ідель і Яїк», «Акбузат», «Кусяк-бій», «Чебрець», «Батирші», «Карасакал», «Юлай і Салават», «Харимулла».
- Мухаметша Бурангулов — йому належать праці: «Башкирські легенди», «Епос про батир», народно-епічні поеми (Кубаїр) «Вітчизняна війна», «Юлай і Салават», «Карасакал» .Запісивал і обробляв епоси, казки, пісні, Кубаїр. У їх числі епоси «Урал-батир», «Акбузат», казка «Алпамиш» і ін.
- Кирей Мерген (Кірєєв Ахнаф Куріевіч) — автор книг «Військовий фольклор», «Епічні пам'ятники башкирського народу».
- Харисов Ахнаф Ібрагімович — автор монографії «Літературна спадщина башкирського народу» (1965—1973).

## Наука
У башкирською літературознавстві вивчаються різноманітні форми фольклору, його взаємодія з літературою, зображення життя і побуту башкир, відображення у фольклорі їх духовного світу, ідейно-естетичну значимість фольклору.
У башкирських казках «Бик», «Кутлубіка і Кутлуяр», «Чорна собака», «Йилан-батьф» зустрічається ланцюжок сюжетообразующих мотивів «Заборона — порушення заборони — покарання». Дана ланцюг мотивів сприяє динамічному розвитку казкового сюжету, надає розповіді пригодницько-авантюрний характер, підсилює інтерес у слухачів, заствляет їх співпереживають долі героя. Такі ланцюжки часто зустрічаються в фольклорі у багатьох народів світу.
У творі X. Кятіб «Джумджума-султан» султан порушує заборону, за що він невиліковно хворіє, проходить всі кола пекла. Тут використання ланцюжка подій дозволяє в іноскательной формі вирішити задачу — висловити ідею не ображати знедолених.